# Ido Mosseri

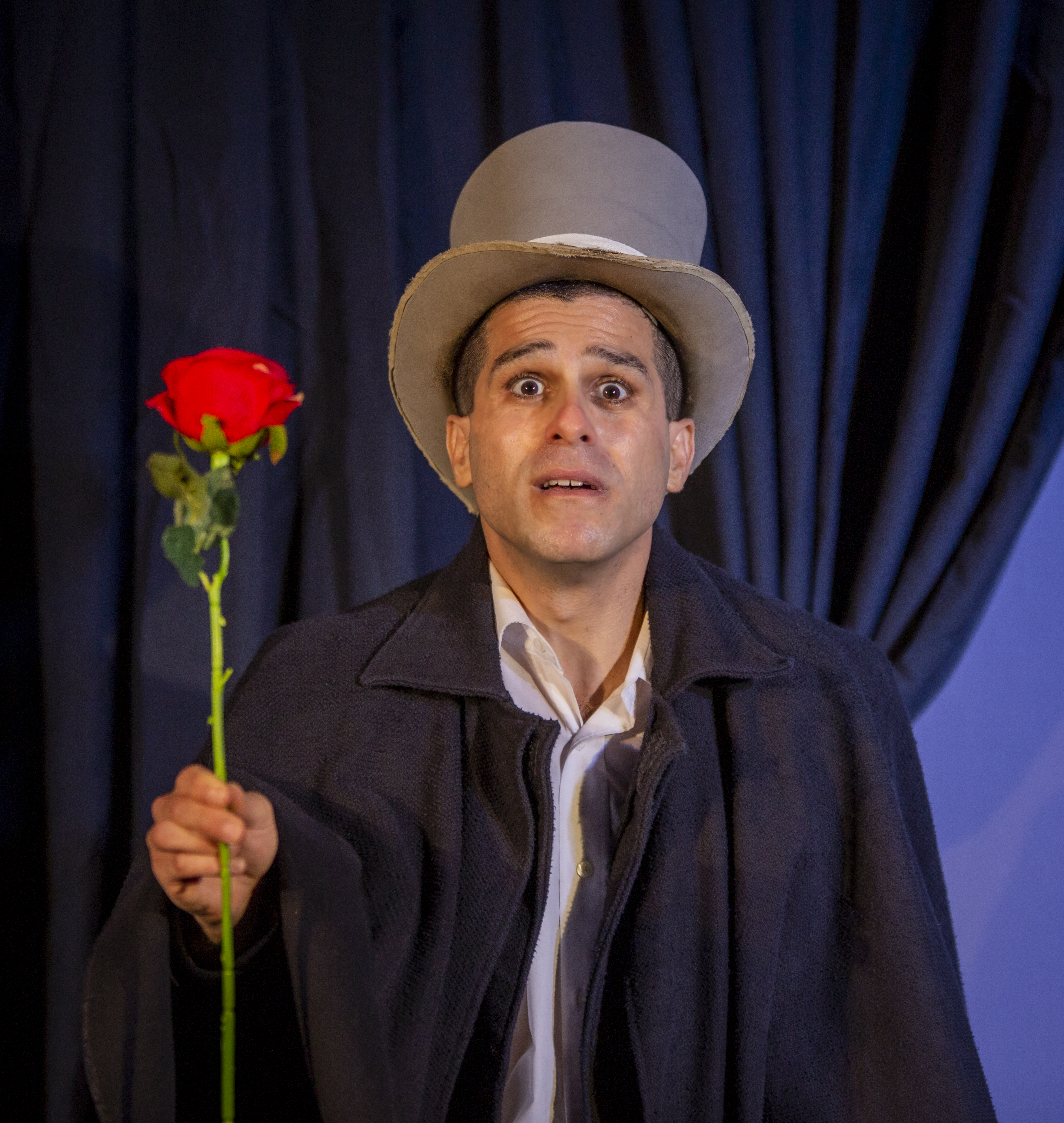
Ido Mosseri

Ido Mosseri (hebräisch עידו מוסרי‎; * 17. April 1978 in Tel Aviv, Israel) ist ein israelischer Schauspieler und der jüngere Bruder von Tal Mosseri.

## Leben
Mosseri hatte seinen ersten Auftritt Anfang 1990 in der Kinderserie Tofsim Rosh. Er war aber auch in Fernsehshows wie Lo Kolel Sherot oder Inyan Shel Zman präsent. Nach seinem Militärdienst studierte er Schauspiel an den Tel Aviver Nissan Nativ Studios. Während seiner Studienzeit wirkte er in mehreren Studenten-Inszenierungen mit und spielte nebenbei Theater.
Mosseri ist neben seiner Arbeit als Darsteller auch als Synchronsprecher tätig, speziell als hebräische Stimme animierter Filme und Fernsehserien wie Pokémon, Jackie Chan Adventures oder SpongeBob Schwammkopf. 2006 und 2007 beteiligte er sich an der täglichen israelischen Fernsehshow HaShir Shelanu, welche in dritter und vierter Staffel gesendet wurde.
2008 verkörperte Mosseri den Oori im Film Leg dich nicht mit Zohan an an der Seite von Adam Sandler.

## Filmografie
- 2003: Le Girush Gan Eden
- 2004: Tgoova Meuheret
- 2006: Offside
- 2008: Leg dich nicht mit Zohan an
- 2011: Bucky Larson: Born to be a Star
- 2023: Du bist sowas von nicht zu meiner Bat-Mizwa eingeladen (You Are So Not Invited To My Bat Mitzvah)